# Michael Shanks (arkeolog)
Michael Shanks, född 1959 i Newcastle upon Tyne, är en brittisk medelhavsarkeolog verksam vid Stanford University i USA. Han var en ledande representant för den postprocessuella och kritiska arkeologin på 1980- och 90-talen och kan anses vara en något svårgenomtränglig skribent. Shanks nämns ofta i samband med kollegan Christopher Tilley med vilken han givit ut två omdebatterade böcker.